# 51-es főút (Magyarország)
Az 51-es számú főút Budapestet köti össze a hercegszántói magyar-szerb közúti határátkelővel. Az út a Duna folyása mentén halad, annak bal parti oldalán, szinte teljes hosszában nagyjából észak–déli irányt követve. Budapesten az M0-s autóúthoz (körgyűrűhöz), Szerbiában pedig, az államhatárt átlépve az ottani 15-ös főúthoz csatlakozik.

## Települések az út mentén
Az alábbi településeket érinti: 

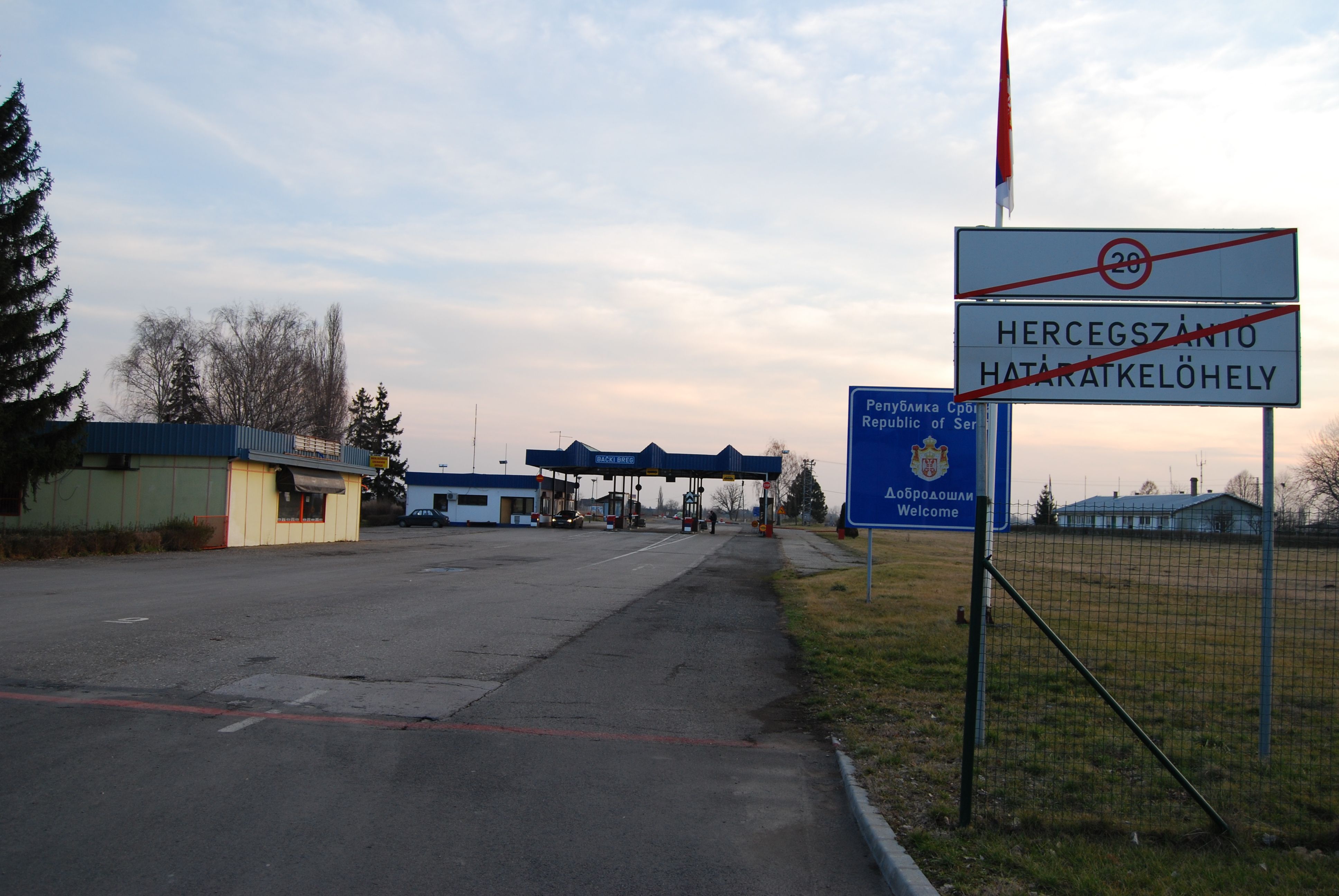
Az út vége a magyar-szerb országhatáron

- Budapest (csatlakozik az M0-s autóút)
- Dunaharaszti (elkerült település)
- Taksony (elkerült település)
- Dunavarsány (külterületen)
- Áporka (külterületen)
- Kiskunlacháza
- Dömsöd
- Tass
- Szalkszentmárton (külterületen)
- Dunavecse (csatlakozik az M8-as autópálya) (elkerült település)
- Apostag (elkerült település)
- Solt (52-es főút keresztezése)
- Harta (külterületen)
- Dunapataj
- Kalocsa
- Bátya
- Fajsz (külterületen)
- Dusnok
- (csatlakozik az M9-es autóút)
- Sükösd (csatlakozik az 54-es főút)
- Érsekcsanád
- Baja (55-ös főút keresztezése)
- Bátmonostor
- Nagybaracska
- Csátalja
- Dávod
- Hercegszántó

## Története
1934-ben a kereskedelem- és közlekedésügyi miniszter 70 846/1934. számú rendelete lényegében a teljes mai szakaszát másodrendű főúttá nyilvánította, a maival egyező, 51-es útszámozással. A két legnagyobb különbség az akkori és a mai nyomvonal közt, hogy a régi út Soroksár és Dunavarsány között, majd Dunavecse-Apostag térségében is az útjába eső települések központján haladt át, nem azokat elkerülve; a régi út egyébként ezen a két helyen ma is főútnak számít, 510-es, illetve 513-as útszámozással.
A második világháború idején, az első és második bécsi döntések utáni időszakban szükségessé vált a meghosszabbítása a jelentős kiterjedésű délvidéki területeken, Zombor érintésével Újvidékig.
Az M0-s autóútból Soroksártól délre kiágazó, Dunaharasztit és Taksonyt elkerülő rész 5202-es számú útig tartó szakasza 1988-ban épült. Ez az 1990-es évek elején érte el a régi 51-es utat a szigethalmi elágazásnál a Taksony vezér híd közelében. Azóta a Budapesten az 5-ös útból kiágazó, Dunaharaszti, valamint Taksony belterületén áthaladó régi szakasz az 510-es számot viseli. Az M8-as autópálya részeként, 2005-2007 között megépült Pentele hídhoz kapcsolódóan épült meg 2007-ben a Dunavecsét és Apostagot elkerülő 8,5 kilométeres szakasz. A Dunavecsén átvezető szakaszt azóta 513-as útnak hívják. A távlati fejlesztési tervek szerint a jövőben a Soltot és Baját elkerülő szakaszai is meg fognak még épülni.